# Wiesław Pałczyński
Wiesław Pałczyński (ur. 24 stycznia 1963) – polski lekkoatleta specjalizujący się biegach długich, mistrz Polski.

## Kariera sportowa
Był zawodnikiem Zawiszy Bydgoszcz.
Na mistrzostwach Polski seniorów wywalczył trzy medale w maratonie, w tym złoty w 1995 (zwyciężając w maratonie we Wrocławiu) i srebrne w 1991 i w 1996. W 1992 i 1993 zwyciężył w maratonie w Koszycach.
Rekordy życiowe:
- 3000 m: 8:02,92 (28.05.1988)
- 5000 m: 13:51,14 (10.08.1986)
- 10000 m: 29:04,23 (24.06.1985)
- półmaraton: 1:03:52 (31.03.1996)
- maraton: 2:14:05 (28.04.1996)